# علي المؤمن (باحث عراقي)
علي المؤمن مفكر إسلامي عراقي، متخصص في الفكر السياسي الإسلامي والفكر السياسي المعاصر والشأن العراقي والجماعات الإسلامية. حاصل على الدكتوراه في القانون الدستوري. ساهم في تأسيس وإدارة عدد من المشاريع الثفافية والفكرية والاعلامية والبحثية. مارس العمل النضالي والسياسي منذ العام 1979 من خلال انتمائه الحركي أو نشاطه المستقل. له حضور فاعل في الساحة الثقافية والفكرية الإسلامية والعراقية، وهو مفكر تشغله كيانية الأمة والحفاظ علی هويتها.

## النشأة والدراسة
ولد الدكتور علي حسين المؤمن الغريفي في مدينة النجف الاشرف (العراق) في 30 نيسان/ أبريل عام 1964 في اسرة دينية علمية عريقة تنتهي بنسبها إلى الإمام موسى الكاظم، وهي اسرة آل الغريفي، التي تعد أحد أبرز أسر الزعامات العلمية الدينية والسياسية في البحرين (موطنها الأصلي) والعراق وإيران والكويت.
درس علي المؤمن الابتدائية والمتوسطة والثانوية في مدينته النجف الاشرف، ثم جمع بين الدراستين الاكاديمية والدينية، حيث درس العلوم الشرعية في الحوزة العلمية في قم بايران وأكمل مرحلة السطوح في العام 1995. وحصل أيضاً على شهادات البكالوريوس والماجستير والدكتوراه من الجامعة العالمية الإسلامية في لندن، وكان عنوان أُطروحته في الدكتوراه «التقنين الدستوري الوضعي للفقه السياسي الإسلامي»، وهي إضافة علمية مهمة للمكتبة القانونية والفقهية العربية والإسلامية.

## النشاط السياسي والنضالي
قبل أن يبلغ علي المؤمن سن السادسة عشرة؛ احتضنته الحركة الإسلامية العراقية؛ إذ انتمى إلى حزب الدعوة الإسلامية في العام 1979 في النجف الاشرف، وكان الانخراط في صفوف حزب الدعوة حينها؛ يعني السير باتجاه الملاحقة والاغتيال في الشارع أو البيت، أو الاعتقال والتعذيب والإعدام في أكثر زنزانات التاريخ والجغرافيا بشاعة ووحشية. واستمر المؤمن منتمياً إلى الحزب حتى العام 1999.
وفي غمرة اعتقال وإعدام وهجرة وتهجير عدد كبير من إخوانه في الحركة؛ وصل علي المؤمن مع عائلته إلى إيران في إطار حملات التهجير والهجرة خارج العراق، والتي شرّدت مئات الآلاف من المواطنين العراقيين إلى كثير من دول العالم، بسبب سياسات النظام البعثي العراقي القمعية. وقد بلغت هذه الحملات ذروتها في فترة اعتقال وإعدام قائد الثورة الإسلامية العراقية الإمام السيد محمد باقر الصدر في 8 - 9 نيسان / أبريل في العام 1980.
تنقّل علي المؤمن في أكثر من بلد، كان آخرها لبنان، التي سافر اليها منذ العام 1992، ثم استقر فيها في العام 2001. وبعد سقوط النظام البعثي في العام 2003؛ أسس عدداً من المراكز والمؤسسات الحقوقية والبحثية والإعلامية في العاصمة بيروت، وسافر لهذا الغرض إلى عدد كبير من الدول العربية وغير العربية. ثم عاد إلى العراق في العام 2011، بعد 23 عاماً عاشها في المهجر.
يحظى الدكتور علي المؤمن بصداقات قريبة مع كثير من قادة العراق ومسؤوليه في مرحلة ما بعد سقوط نظام صدام، إضافة إلى علاقات ثقافية واجتماعية في لبنان وإيران وأفغانستان والبحرين والكويت وسوريا والسودان والجزائر وتركيا واندونبسيا وماليزيا ومصر وتايلند وروسيا وأغلب البلدان الخليجية وكثير من الدول العربية والإسلامية.

## النشاط الثقافي والإعلامي والبحثي
احترف الدكتور علي المؤمن العمل الصحافي والاعلامي والثقافي في المهجر خلال العام 1981، وبدأه بالعمل مراسلاً ومحرراً في «جريدة الجهاد» العراقية المعارضة. وفي الأعوام (1984-1989)عمل باحثا في «المركز الإسلامي للأبحاث السياسية» وسكرتير تحرير إصداراته.
وعمل رئيسا لتحرير «مجلة التوحيد» الفكرية الثقافية (1991 - 1995)، وهي الفترة التي ركز فيها جهده على العمل البحثي والفكري. وخلال ذلك عمل أيضا رئيسا لتحرير «مجلة الكوثر» (1993 - 1994) ورئيسا لتحرير «سلسلة كتاب التوحيد» (1993-1996).
أسس في العام 1998 بدعم بعض علماء الدين والمفكرين مركزاً بحثياً رائداً في اختصاصه، تحت اسم «المركز الإسلامي للدراسات المستقبلية»، وتراس تحرير إصداراته، وأهمها «مجلة اتجاهات مستقبلية» الشهرية، و «مجلة المستقبلية» الفصلية البحثية. وبقي المركز فاعلاُ حتى العام 2004.
وانطلاقا من لبنان التي سبق أن اختارها بلداً لاستقراره؛ قام بتأسيس وإدارة عدد من المشاريع المهمة بدءاً من العام 2006، ولاسيما «المجموعة الدولية للدراسات والاعلام» التي تضم: «مركز دراسات المشرق العربي» و «مركز الصحافة والمعلوماتية» و«مركز القناة للتنمية الإعلامية» و«معهد التدريب الاعلامي والإداري»، وترأس تحرير إصداراتها، وأهمها مجلة «شؤون مشرقية» الفصلية البحثية. وينشط حالياً في «مركز دراسات المشرق العربي» الذي يترأسه.
اشترك في عشرات المؤتمرات والندوات العلمية والثقافية والسياسية في كثير من الدول العربية وغير العربية، كما شارك محاضراً في كثير من المناسبات الدينية والثقافية والأكاديمية.

## الكتابات والمؤلفات
كتب (حتى العام 2024) أكثر من (500) مقالاً ودراسة نشرت في مختلف الدوريات العربية، كما طبع له 34 كتاباُ، منها ستة عشر كتاباً من تأليفه، وعشرة كتب من إعداده وتحريره، وكتاباً مترجماً ورواية واحدة، كما شارك مع مجموعة من الباحثين في تأليف أربعة عشر كتاباً آخر.
وأهم عناوين مؤلفاته المطبوعة:
1- سنوات الجمر: مسيرة الحركة الإسلامية في العراق 1957- 1986
2- النظام العالمي الجديد: التشكّل والمستقبل
3- الإسلام والتجديد: رؤى في الفكر الإسلامي المعاصر
4- ثقافة عاشوراء بين فلسفة التاريخ وأصول العقيدة
5- من المذهبية إلى الطائفية: المسألة الطائفية في الواقع الإسلامي
6- الغزو الطائفي في مواجهة المشروع الحضاري الإسلامي
7- ايديولوجيا العدوان في الفكر الصهيوني
8- الفقه والسياسة: تطور الفقه السياسي الإسلامي حتى ظهور النظريات الحديثة
9- النظام السياسي الإسلامي الحديث وخيارات الديمقراطية والثيوقراطية والشورى (رسالة ماجستير)
10- الفقه والدستور: التقنين الدستوري الوضعي للفقه السياسي الإسلامي (أطروحة دكتوراه)
11- القرن العشرون: مائة عام من العنف
12- جدليات الدعوة: حزب الدعوة الإسلامية وجدليات الاجتماع الديني والسياسي
13- صدمة التاريخ: العراق من حكم السلطة إلى حكم المعارضة
14- أسلمة المستقبل: نحو الإمساك بالمستقبل الإسلامي
15- المستقبلية الإسلامية: منهجية علمية لبناء غد أفضل
16- من المعاصرة إلى المستقبلية: الفكر الإسلامي وإستدعاءات المستقبل
17- تجديد الشريعة: قابلية معارف الشريعة الإسلامية على التحول
18- الاجتماع الديني الشيعي: ثوابت التأسيس ومتغيرات الواقع
19- عروس الفرات (رواية)
20- نظام الإدارة الحكومية من منظور إسلامي (ترجمة)
21- مقاربات في الفكر والثقافة والأدب
22- مدخل الى القانون الدستوري الإسلامي
23- القانون الدستوري والنظام السياسي في إيران
24- المنظومة الطائفية: من الايديولوجيات التأسيسية للمسلمين الى الغزو الطائفي المعاصر

## دراسات وكتب عنه
كُتب عن الدكتور علي المؤمن وفكره ومؤلفاته؛ كتابان، وثلاث رسائل ماجستير، وأكثر من (120) مقال ودراسة، أهمها:
1- كتاب "الاجتماع الشيعي وإشكاليات الهوية في فكر الدكتور علي المؤمن"، إعداد: الدكتورة أمل الأسدي، ومشاركة (19) باحثاً وأكاديمياً من ثمانية بلدان عربية وإسلامية، دار روافد، بيروت، 2023 م
2- كتاب "رواية القمع: عروس الفرات للدكتور علي المؤمن أنموذجاً"، إعداد الدكتور ميثم حاتم، ومشاركة (12) باحثاً، دار روافد، بيروت، 2023 م.

## وصلات خارجية
الموقع الرسمي للدكتور علي المؤمن